# Seren del Grappa
Seren del Grappa es una localidad y comune italiana de la provincia de Belluno, región de Véneto, con 2.657 habitantes.

## Evolución demográfica
| Gráfica de evolución demográfica de Seren del Grappa entre 1861 y 2001 |
|                                                                        |
| Fuente ISTAT - elaboración gráfica de Wikipedia                        |